# Opération Ikarus

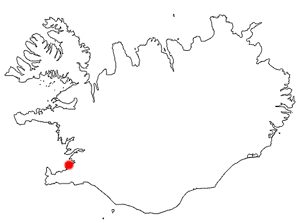
Reykjavik était la cible.

L'opération Ikarus, en allemand : Unternehmen Ikarus, en anglais : Operation Ikarus, est un plan d'invasion allemand de l'Islande qui visait à contrer l'opération Fork lancée par les Britanniques le 10 mai 1940, pendant la Seconde Guerre mondiale. 

## But
La 163e division d'infanterie allemande devait embarquer sur les navires Bremen et Europa au port de Tromsø en Norvège avec un bataillon de Panzer, une compagnie blindée de reconnaissance ainsi que de l'artillerie mobile pour débarquer à Reykjavik.
Cette opération est abandonnée en raison du retard de l'opération Seelöwe et du refus de la Kriegsmarine et de la Luftwaffe qui redoutaient la Royal Navy.